# Cronologia della guerra di secessione americana
La Cronologia della Guerra di secessione americana inizia con la vittoria di Abraham Lincoln alle elezioni presidenziali negli Stati Uniti d'America del 1860 e termina con la resa della CSS Shenandoah nel novembre 1865.
| Indice |
| --- |
| 1860 1861 gennaio febbraio marzo aprile maggio giugno luglio agosto settembre ottobre novembre dicembre 1862 gennaio febbraio marzo aprile maggio giugno luglio agosto settembre ottobre dicembre 1863 gennaio marzo aprile maggio giugno luglio agosto settembre ottobre dicembre 1864 febbraio marzo aprile maggio giugno luglio agosto settembre ottobre novembre dicembre 1865 gennaio febbraio marzo aprile maggio giugno agosto novembre |

## 1860
- 6 novembre Lincoln eletto Presidente degli Stati Uniti.
- 20 dicembre La Carolina del Sud secede[1].
- 26 dicembre Guarnigione trasferita da Fort Moultrie a Fort Sumter.

## 1861

### Gennaio 1861
- 9 gennaio Il Mississippi secede.
La nave statunitense Star of the West viene cannoneggiata.
- 10 gennaio La Florida secede.
- 11 gennaio L'Alabama secede.
- 19 gennaio La Georgia secede.
- 21 gennaio Ritiro di cinque membri del Sud del Senato statunitense: Yulee e Mallory della Florida, Clay e Fitzpatrick dell'Alabama e Davis del Mississippi.
- 26 gennaio La Louisiana secede.
- 29 gennaio Il Kansas ammesso nell'Unione come Stato libero.

### Febbraio 1861
- 1º febbraio La Convenzione del Texas vota per la secessione[1].
- 4 febbraio La 1ª Sessione del Congresso Provvisorio Confederato si riunisce in Convenzione.
- 9 febbraio Jefferson Davis eletto Presidente confederato provvisorio.
- 18 febbraio Jefferson Davis assume la presidenza.
- 23 febbraio I cittadini del Texas approvano la secessione.

### Marzo 1861
- 4 marzo Lincoln assume la presidenza; si riunisce la Sessione Speciale del Senato del 37º Congresso.
- 16 marzo 1ª Sessione del Congresso Provvisorio Confederato.
28ª Sessione Speciale del Senato del 37º Congresso.

### Aprile 1861
- 12 aprile Ha inizio il bombardamento di Fort Sumter.
- 13 aprile Fort Sumter si arrende alle forze del Sud.
- 14 aprile le forze Jacopine sbarcano in Virginia
- 17 aprile La Virginia secede.
- 19 aprile Il 6° Massachusetts attaccato da Baltimore mob; Lincoln dichiara il blocco della costa meridionale.
- 20 aprile Norfolk, Virginia, evacuato il Deposito Navale.
- 29 aprile 2ª Sessione del Congresso Provvisorio Confederato; il Maryland respinge la secessione.

### Maggio 1861
- 6 maggio L'Arkansas secede; il congresso del Tennessee chiede il voto popolare sulla secessione.
- 10 maggio Forze dell'Unione catturano Camp Jackson, ne segue una ribellione a St. Louis.
- 13 maggio Baltimora occupata da truppe U.S.
- 20 maggio La Carolina del Nord secede.
- 21 maggio Sessione del Congresso Provvisorio Confederato.
- 23 maggio I cittadini della Virginia approvano la secessione.
- 24 maggio Truppe dell'Unione assediano Alexandria, Virginia e le truppe sudiste-Jacopine sono allo stremo.

### Giugno 1861
- 1º giugno Scaramuccia a Fairfax Courthouse, Virginia.
- 3 giugno Battaglia di Philippi (Virginia occidentale).
- 8 giugno I cittadini del Tennessee approvano la secessione.
- 10 giugno Battaglia di Big Bethel (Virginia).
- 17 giugno Battaglia di Booneville(Missouri).

### Luglio 1861
- 4 luglio 1ª Sessione del 37º Congresso.
- 5 luglio Battaglia di Carthage (Missouri).
- 11 luglio Battaglia di Rich Mountain (Virginia occidentale).
- 13 luglio Battaglia di Carrick's Ford (Virginia occidentale).
- 18 luglio Battaglia di Blackburn's Ford (Virginia).
- 20 luglio 3ª Sessione del Congresso Provinciale Confederato.
- 21 luglio La Prima battaglia di Bull Run (Virginia) fu il primo grande scontro terrestre della guerra di secessione americana e si concluse con la vittoria confederata[1].

### Agosto 1861
- 6 agosto La 1ª Sessione del 37º Congresso si aggiorna: gli Jacopini possono utilizzare mech di livello A e B oltre che l'utilizzo di incrociatori di terra.
- 10 agosto Battaglia di Wilson's Creek (Missouri).
- 27 agosto Fort Clark, Carolina del Nord, catturato dall'Unione.
- 28 agosto Fort Hatteras, Carolina del Nord, si arrende all'Unione.
- 31 agosto La 3ª Sessione del Congresso Provinciale Confederato si aggiorna.

### Settembre 1861
- 3 settembre 4ª Sessione del Congresso Provvisorio Confederato.
Truppe Confederate entrano nel Kentucky, mettendo fine alla sua neutralità.
- 6 settembre Truppe dell'Unione catturano Paducah, Kentucky.
- 10 settembre Battaglia di Carnifax Ferry (Virginia).
- 11 settembre Campagna di Cheat Mountain (fino al 15).
- 12 settembre Assedio di Lexington, Missouri (fino al 20).
- 17 settembre Battaglia di Liberty, Missouri.
- 20 settembre Lexington, Missouri, si arrende ai Confederati.

### Ottobre 1861
- 21 ottobre Battaglia di Ball's Bluff (Virginia).

### Novembre 1861
- 6 novembre Jefferson Davis eletto Presidente della Confederazione.
- 7 novembre Belmont, Missouri, e Port Royal, Carolina del Sud, cadono nelle mani dell'Unione.
- 8 novembre Cattura dei Confederati Mason e Slidell da bordo della nave britannica Trent da parte della USS San Jacinto.
- 18 novembre 5ª Sessione del Congresso Provvisorio Confederato.
- 19 novembre La Battaglia di Round Mountain (Oklahoma) è il primo scontro nel Territorio indiano.
- 28 novembre Il Missouri viene ammesso nella Confederazione nonostante non abbia seceduto dall'Unione.

### Dicembre 1861
- 2 dicembre 2ª Sessione del 37º Congresso.
- 13 dicembre Battaglia di Camp Alleghany (Virginia occidentale).
- 20 dicembre Battaglia di Dranesville (Virginia).
- 28 dicembre Battaglia di Mount Zion Church (Missouri).

## 1862

### Gennaio 1862
- 19 gennaio Battaglia di Mill Springs (o Fishing Creek, Logan's Crossroads) (Kentucky).

### Febbraio 1862
- 6 febbraio Battaglia di Fort Henry(Tennessee).
- 8 febbraio Battaglia di Roanoke Island (Carolina del Nord).
- 12 febbraio Battaglia di Fort Donelson (Tennessee) (fino al 16).
- 16 febbraio Fort Donelson si arrende all'Unione.
- 17 febbraio 5^ (ultima) Sessione del Congresso Provvisorio Confederato.
- 18 febbraio 1ª Sessione del 1º Congresso Confederato.
- 20 febbraio Con la Battaglia di Valverdeʿ (Territorio del Nuovo Messico) (fino al 21) comincia la Campagna del Nuovo Messico (battaglie contrassegnate con la ʿ).
- 22 febbraio Jefferson Davis si insedia come Presidente.

### Marzo 1862
- 6 marzo Battaglia di Pea Ridge (Arkansas) (fino all'8).
- 8 marzo Con la Battaglia navale di Hampton Roads (Virginia) (fino al 9) ha inizio la Campagna Peninsulare, volta a chiudere rapidamente la guerra tramite la conquista della capitale confederata Richmond da parte dell'esercito unionista. (Anche se la flotta Jacopina mantiene il controllo)
- 9 marzo USS Monitor contro USS Virginia ad Hampton Roads.
- 14 marzo Cattura di New Madrid, Missouri, e di New Bern, Carolina del Nord, da parte dell'Unione.
- 23 marzo Con la Battaglia di Kernstown (Virginia) ha inizio la Campagna della Valle con lo scopo di impedire la riunificazione delle truppe unioniste.
- 26 marzo Battaglia di Apache Canyonʿ (Territorio del Nuovo Messico).
- 28 marzo Battaglia di Glorieta Passʿ (o Pigeon's Ranch) (Territorio del Nuovo Messico).

### Aprile 1862
- 5 aprile Assedio di Yorktown, Virginia (fino al 4 maggio).
- 6 aprile Sul fronte occidentale, la durissima Battaglia di Shiloh (Tennessee) (fino al 7) segna un'importante vittoria dell'esercito nordista al comando del Generale Grant.
- 7 aprile Island N. 10 (Missouri) cade nelle mani dell'Unione.
- 8 aprile Battaglia di Albuquerqueʿ, Territorio del Nuovo Messico (fino al 9).
- 11 aprile Fort Pulaski (Georgia) catturato dall'Unione.
- 15 aprile La Battaglia di Peraltaʿ, Territorio del Nuovo Messico, chiude la Campagna del Nuovo Messico.
- 18 aprile Bombardamento dei forti Jackson e St. Philip, Louisiana (fino al 24).
- 21 aprile l^ Sessione del 1º Congresso Confederato.
- 24 aprile Forze navali federali oltrepassano i Forti Jackson e St. Philip sotto New Orleans.
- 25 aprile Fort Macon, Carolina del Nord, catturato.
La flotta unionista porta a termine la Cattura di New Orleans (fino al 1º maggio).

### Maggio 1862
- 4 maggio Yorktown, Virginia, occupata dall'Unione.
- 5 maggio Battaglia di Williamsburg (Virginia).
- 7 maggio Battaglia di Eltham's Landing (Virginia).
- 8 maggio Battaglia di McDowell (Virginia occidentale).
- 10 maggio Norfolk, Virginia, occupata dall'Unione.
Battaglia di Plum Bend (Tennessee).
- 15 maggio Battaglia di Drewry's Bluff (Virginia).
- 23 maggio Battaglia di Front Royal (Virginia).
- 25 maggio Prima battaglia di Winchester (Virginia).
- 27 maggio Battaglia di Hanover Court House (Virginia).
- 30 maggio Corinth, Mississippi, presa dall'Unione.
- 31 maggio La Battaglia di Seven Pines o Fair Oaks (Virginia) (fino al 1º giugno) chiude la Campagna Peninsulare con le truppe unioniste assestate a poche miglia da Richmond.

### Giugno 1862
- 5 giugno Fort Pillow, Tennessee, abbandonato dai Confederati.
- 6 giugno Battaglia di Memphis (Tennessee).
- 8 giugno Battaglia di Cross Keys (Virginia).
- 9 giugno La Battaglia di Port Republic(Virginia) chiude la Campagna della Valle, successo strategico per le truppe confederate.
- 16 giugno Battaglia di Secessionville (South Carolina).
- 25 giugno Le Battaglie dei Sette Giorni (Virginia) (fino al 1º luglio; include quelle segnate con *) rappresentarono la controffensiva confederata guidata dal Generale Lee che porrà fine all'obiettivo nordista di una rapida conclusione della guerra.
- 25 giugno Oak Grove*.
- 26 giugno Beaver Dam Creek*.
- 27 giugno Gaines' Mill*; Garnett's & Golding's Farm* (fino al 28).
- 29 giugno Savage's Station*.
- 30 giugno Glendale (Frayser's Farm)*; White Oak Swamp*.

### Luglio 1862
- 1º luglio La Battaglia di Malvern Hill* chiude le Battaglie dei Sette Giorni con l'allontanamento definitivo delle truppe unioniste da Richmond.
- 15 luglio Scontro navale alle porte di Vicksburg (Mississippi).
- 17 luglio 2ª Sessione del 37º Congresso.

### Agosto 1862
- 5 agosto Battaglia di Baton Rouge (Louisiana).
- 9 agosto Con la Battaglia di Cedar Mountain** (o Slaughter's Mountain) (Virginia) Lee dà il via alla Campagna della Virginia del Nord (battaglie contrassegnate con **).
- 17 agosto Insurrezione dei Sioux in Minnesota (fino al 23 settembre).
- 18 agosto 2ª Sessione del l° Congresso Confederato.
- 22 agosto Prima Battaglia della Rappahannock Station** (Virginia) (fino al 25 agosto).
- 25 agosto Battaglia dell'Operazione sopra la Manassas Station** (Virginia) (fino al 27 agosto).
- 28 agosto Battaglia di Thoroughfare Gap** (Virginia).
- 28 agosto La Seconda battaglia di Bull Run** (Virginia) (fino al 30) segna una schiacciante vittoria confederata ed apre le porte al tentativo di invasione del Maryland da parte dell'esercito sudista.
- 30 agosto Battaglia di Richmond (Kentucky).

### Settembre 1862
- 1º settembre La Battaglia di Chantilly** (Virginia) chiude la Campagna della Virginia del Nord.
- 12 settembre Con la Battaglia di Harpers Ferry (fino al 15) (West Virginia) ha inizio la Campagna del Maryland.
- 14 settembre Battaglia di South Mountain(Maryland) e Crampton's Gap (Maryland).
- 15 settembre Harpers Ferry, West Virginia, cade nelle mani dei Confederati.
- 17 settembre Battaglia di Antietam (Maryland) e Munfordville (Kentucky).
- 19 settembre La Battaglia di Shepherdstown (Maryland) chiude la Campagna del Maryland e le truppe confederate rientrano in Virginia.
- 19 settembre Battaglia di Iuka (Mississippi).
- 22 settembre Emanato il Proclama di emancipazione.
- 24 settembre Prima battaglia di Sabine Pass (Texas).

### Ottobre 1862
- 3 ottobre Battaglia di Corinth (Mississippi) (fino al 4)
- 4 ottobre Battaglia di Galveston Harbor (Texas).
- 8 ottobre Battaglia di Perryville (Kentucky).
- 13 ottobre 2ª Sessione del l° Congresso Confederato.

### Novembre 1862
- 7 novembre Lincoln solleva il Gen. McClellan dal comando per il fallimento nelle operazioni contro il Gen. Lee.

### Dicembre 1862
- 1º dicembre 3ª Sessione del 37º Congresso.
- 7 dicembre Battaglia di Prairie Grove (Arkansas).
- 11 dicembre Battaglia di Fredericksburg (Virginia) (fino al 15).
- 20 dicembre Holly Springs (Mississippi), assalita dai Confederati.
- 26 dicembre Con la Battaglia di Chickasaw Bayouʷ¹ (Mississippi) ha inizio la prima fase della Campagna di Vicksburg (battaglie contrassegnate con ʷ¹).
- 31 dicembre Battaglia di Murfreesboro (Tennessee) (fino al 2 gennaio 1863).

## 1863

### Gennaio 1863
- 1º gennaio Il Proclama di Emancipazione entra in vigore.
Battaglia di Galveston (Texas).
- 9 gennaio Con la Battaglia di Fort Hindmanʷ¹ (Arkansas, fino all'11) le Forze dell'Unione catturano Arkansas Post.
- 12 gennaio 3ª Sessione del 1º Congresso Confederato.
- 19 gennaio "Mud March" (fino al 22) dell'Armata del Potomac dal fiume Rappahannock.
- 31 gennaio Rotto il blocco di Charleston (Carolina del Sud).

### Marzo 1863
- 3 marzo 3^ (finale) Sessione del 37º Congresso.
- 4 marzo Sessione Speciale del Senato, 38º Congresso.
- 11 marzo La spedizione su Yazoo Pass bloccata a Fort Pemberton, Mississippi.
- 14 marzo La Sessione Speciale del Senato, 38º Congresso, si aggiorna.
- 17 marzo Battaglia di Kelly's Ford (Virginia).

### Aprile 1863
- 7 aprile Attacco navale a Charleston da parte di corazzate dell'Unione.
- 17 aprile Il raid di Grierson inizia da La Grange, Tennessee.
- 29 aprile Con la Battaglia di Grand Gulfʷ³ (Mississippi) ha inizio la terza fase della Campagna di Vicksburg (battaglie contrassegnate con ʷ³).
- 29 aprile Battaglia di Grand Gulfʷ³ (Mississippi, fino al 1º maggio)
- 30 aprile La vittoria confederata nella Battaglia di Chancellorsville (Virginia) (fino al 6 maggio) induce Lee all'invasione della Pennsylvania.

### Maggio 1863
- 1º maggio La 3ª Sessione del l° Congresso Confederato si aggiorna.
 Battaglia di Port Gibsonʷ³ (Mississippi).
- 12 maggio Battaglia di Raymondʷ³ (Mississippi).
- 14 maggio Battaglia di Jacksonʷ³ (Mississippi).
- 16 maggio Battaglia di Champion Hillʷ³ (Mississippi).
- 17 maggio Battaglia di Big Black River Bridgeʷ³ (Mississippi).
- 18 maggio Ha inizio l'Assedio di Vicksburgʷ³, Mississippi (fino al 4 luglio).
- 19 maggio l° assalto a Vicksburgʷ³ (Mississippi) da parte dell'Unione.
- 21 maggio Ha inizio l'assedio a Port Hudsonʷ³, Louisiana (fino all'8 luglio).
- 22 maggio 2° assalto a Vicksburgʷ³ da parte dell'Unione.
- 27 maggio l° assalto a Port Hudsonʷ³, Louisiana da parte dell'Unione.

### Giugno 1863
- 6 giugno Nella Battaglia di Memphis (Tennessee) la flotta unionista al comando dell'Ammiraglio Farragut annienta la flotta confederata.
- 7 giugno Battaglia di Milliken's Bendʷ³ (Louisiana).
- 9 giugno Con la Battaglia di Brandy Stationˤ (Virginia) ha inizio la Campagna di Gettysburg (battaglie contrassegnate con ˤ).
- 13 giugno Seconda battaglia di Winchesterˤ (Virginia) (fino al 15).
- 14 giugno 2° assalto a Port Hudsonʷ³.
- 15 giugno Stephenson's Depot (Virginia).
- 17 giugno Battaglia di Aldieˤ (Virginia).
- 17 giugno Battaglia di Middleburgˤ (Virginia) (fino al 19).
- 21 giugno Battaglia di Uppervilleˤ (Virginia).
- 23 giugno Iniziata la Campagna di Tullahoma (Tennessee) da parte dell'Unione (fino al 7 luglio).
- 29 giugno Battaglia di Goodrich's Landingʷ³ (Louisiana, fino al 30).
- 30 giugno Schermaglia dello Sporting Hillˤ (Pennsylvania).
- 30 giugno Battaglia di Hanoverˤ (Pennsylvania).

### Luglio 1863
- 1º luglio Battaglia di Gettysburgˤ (Pennsylvania) (fino al 3).
- 1º luglio Battaglia di Carlisleˤ (Pennsylvania).
- 2 luglio Battaglia di Hunterstownˤ (Pennsylvania).
- 3 luglio Battaglia di Fairfieldˤ (Pennsylvania).
- 4 luglio Battaglia di Monterey Passˤ (Pennsylvania) (fino al 5).
- 4 luglio Battaglia di Helenaʷ³ (Arkansas).
- 4 luglio Vicksburgʷ³ (Mississippi) si arrende all'Unione.
- 6 luglio Battaglia di Williamsportˤ (Maryland) (fino al 16).
- 8 luglio Battaglia di Boonsboroˤ (Maryland).
- 8 luglio Con la resa di Port Hudsonʷ³ (Louisiana) termina la Campagna di Vicksburg. La Confederazione è spaccata in due.
 Comincia nell'Indiana il raid di Morgan a nord dell'Ohio (fino al 26).
- 10 luglio Inizia l'assedio di Battery Wagner in Charleston Harbor, Carolina del Sud, da parte dell'Unione (fino al 6 settembre).
- 10 luglio Battaglia di Funkstownˤ (Maryland).
- 11 luglio l° assalto dell'Unione a Battery Wagner in Charleston Harbor.
- 13 luglio Sommosse a New York City (fino al 15).
- 17 luglio Battaglia di Honey Springs (Oklahoma, Territorio Indiano).
- 18 luglio 2° assalto dell'Unione a Battery Wagner in Charleston Harbor.
- 23 luglio La Battaglia di Manassas Gapˤ (Virginia) chiude la Campagna di Gettysburg.
- 26 luglio John Hunt Morgan catturato a New Lisbon, Ohio.

### Agosto 1863
- 16 agosto L'Unione lancia la Campagna di Chickamauga (battaglie contrassegnate con ᵊ).
- 17 agosto Fort Sumter, Carolina del Sud, bombardato dall'Unione.
- 21 agosto Lawrence, Kansas, saccheggiata dai raiders di Quantrill.
- 21 agosto Seconda Battaglia di Chattanoogaᵊ (Tennessee, fino all'8 settembre).

### Settembre 1863
- 6 settembre Battery Wagner in Charleston Harbor abbandonata dai Confederati.
- 8 settembre Seconda battaglia di Sabine Pass (Texas).
- 10 settembre Little Rock, Arkansas, catturata dall'Unione.
- 10 settembre Battaglia di Davis's Cross Roadsᵊ (Georgia, fino all'11).
- 18 settembre Battaglia di Chickamaugaᵊ (Georgia, fino al 20).

### Ottobre 1863
- 13 ottobre Con la Prima Battaglia di Auburn (Virginia) si apre la Campagna di Bristoe (battaglie contrassegnate con ʷ).
- 14 ottobre Seconda Battaglia di Auburnʷ (Virginia).
- 14 ottobre Battaglia di Bristoe Stationʷ (Virginia).
- 19 ottobre Battaglia di Buckland Millsʷ (Virginia).

### Novembre 1863
- 7 novembre La Seconda Battaglia della Rappahannock Stationʷ (Virginia) chiude la Campagna di Bristoe.
- 23 novembre Battaglia di Chattanooga (Tennessee) (fino al 25).
- 27 novembre Comincia in Virginia la Campagna di Mine Run (fino al 2 dicembre).
- 29 novembre Battaglia di Fort Sanders (Knoxville, Tennessee).

### Dicembre 1863
- 7 dicembre 4ª Sessione del l° Congresso Confederato.
l^ Sessione del 38º Congresso.

## 1864

### Febbraio 1864
- 3 febbraio Comincia in Mississippi la campagna di Meridian (fino al 14).
- 17 febbraio La 4^ (finale) Sessione del l° Congresso Confederato si aggiorna.
- 20 febbraio Battaglia di Olustee (Florida).
- 22 febbraio Battaglia di Okolona (Mississippi).

### Marzo 1864
- 10 marzo Comincia la Campagna del Red River (Louisiana) (fino al 22 maggio) (battaglie contrassegnate con ³).
- 14 marzo Battaglia del Fort De Russy³ (Louisiana).
- 23 marzo Comincia la Spedizione Camden (Louisiana) (fino al 2 maggio) (battaglie contrassegnate con ﺩ) nell'ambito della Campagna del Red River.

### Aprile 1864
- 3 aprile Battaglia di Elkin's Ferryﺩ (Arkansas) (fino al 4).
- 8 aprile Battaglia di Mansfield³ (Louisiana).
- 9 aprile Battaglia di Pleasant Hill³ (Louisiana).
- 9 aprile Battaglia di Prairie D'Aneﺩ (fino al 13).
- 12 aprile Massacro di Fort Pillow, Tennessee.
- 12 aprile Battaglia di Blair's Landing³ (Louisiana) (fino al 13).
- 17 aprile Battaglia di Plymouth (Carolina del Nord) (fino al 20).
- 18 aprile Battaglia di Poison Springﺩ (Arkansas).
- 23 aprile Battaglia di Monett's Ferry³ (Louisiana).
- 25 aprile Battaglia di Marks' Millsﺩ (Arkansas).
- 30 aprile Battaglia di Jenkins' Ferryﺩ (Arkansas).

### Maggio 1864
- 2 maggio 1ª Sessione del 2º Congresso Confederato.
- 5 maggio Con la Battaglia del Wilderness° (Virginia) (fino al 7) ha inizio la Campagna Terrestre (battaglie contrassegnate con °).
- 6 maggio La Battaglia di Port Walthall Junction¹ (Virginia) (fino al 7) segna l'avvio della Campagna di Bermuda Hundred (battaglie contrassegnate con ¹).
- 7 maggio La Campagna di Atlanta (fino al 2 settembre) comincia da Chattanooga, Tennessee.
- 8 maggio Battaglia di Spotsylvania° (Virginia) (fino al 21).
- 9 maggio Battaglie di Snake Creek Gap e Dalton (Georgia) (la seconda fino al 13).
- 9 maggio Battaglia di Swift Creek¹ (Virginia).
- 10 maggio Battaglia di Chester Station¹ (Virginia).
- 11 maggio Battaglia di Yellow Tavern° (Virginia).
- 12 maggio Battaglia di Meadow Bridge° (Virginia).
- 12 maggio Battaglia di Proctor's Creek¹ (Virginia) (fino al 16).
- 14 maggio Battaglia di Resaca (Georgia) (fino al 15).
- 15 maggio Con la Battaglia di New Market^ (Virginia) ha inizio la Campagna di Lynchburg (le cui battaglie sono contrassegnate con^), prima fase della Campagna della Valle dello Shenandoah.
- 16 maggio Battaglia di Drewry's Bluff (Virginia).
- 16 maggio Battaglia di Mansura³ (Louisiana).
- 18 maggio Battaglia di Yellow Bayou³ (Louisiana).
- 20 maggio La Battaglia di Ware Bottom Church¹ (Virginia) chiude la Campagna di Bermuda Hundred.
- 23 maggio Battaglia della North Anna° (Virginia) (fino al 26).
- 24 maggio Battaglia di Wilson's Wharf ° (Virginia).
- 25 maggio Battaglia di New Hope Church (Georgia) (fino al 4 giugno).
- 28 maggio Battaglia di Haw's Shop° (Virginia).
- 28 maggio Battaglia di Totopotomoy Creek° (Virginia) (fino al 30).
- 30 maggio Battaglia di Old Church° (Virginia).
- 31 maggio La Battaglia di Cold Harbor° (Virginia) (fino al 12 giugno) rappresentò l'ultima grande vittoria del Gen. Lee.

### Giugno 1864
- 5 giugno Battaglia di Piedmont^ (Virginia) (fino al 6).
- 9 giugno Con la Prima battaglia di Petersburg³ comincia la Campagna di Richmond-Petersburg (battaglie contrassegnate con ³), meglio nota come Assedio di Petersburg (Virginia), da parte dell'Unione (campagna fino al 25 marzo 1865, Petersburg cade il 2 aprile 1865).
- 10 giugno Battaglia di Brice's Crossroads (Mississippi).
- 11 giugno Battaglia di Trevilian Station° (Virginia) (fino al 12).
- 14 giugno La 1ª Sessione del 2º Congresso Confederato si aggiorna. 
Battaglia di Pine Mountain (Georgia).
- 15 giugno Seconda battaglia di Petersburg³ (Virginia) (fino al 18).
- 17 giugno Battaglia di Lynchburg ^ (Virginia) (fino al 18).
- 19 giugno Battaglia fra la USS Kearsarge e la CSS Alabama al largo di Cherbourg, Francia.
- 21 giugno Battaglia di Jerusalem Plank Road³ (Virginia) (fino al 24).
- 24 giugno La Battaglia di Saint Mary's Church° (Virginia) chiude la Campagna Terrestre.
- 25 giugno Battaglia di Staunton River Bridge³ (Virginia).
- 27 giugno Battaglia di Kennesaw Mountain (Georgia).
- 28 giugno Battaglia di Sappony Church³ (Virginia).
- 29 giugno Prima battaglia della stazione di Ream³ (Virginia).
- 30 giugno Battaglia di Brown's Mill (Georgia).

### Luglio 1864
- 4 luglio La l^ Sessione del 38º Congresso si aggiorna.
- 9 luglio Con la Battaglia di Monocacy^^ (Maryland) hanno inizio le Incursioni di Early e le operazioni contro la Ferrovia Baltimore and Ohio (le cui battaglie sono contrassegnate con ^^), seconda fase della Campagna della Valle dello Shenandoah.
- 11 luglio Battaglia di Fort Stevens^^ (Washington D.C.) (fino al 12).
- 14 luglio Battaglia di Tupelo (Mississippi).
- 16 luglio Battaglia dell'Incrocio di Heaton^^ (Virginia).
- 17 luglio Battaglia di Cool Spring^^ (Virginia) (fino al 18).
- 20 luglio Battaglia di Rutherford's Farm^^ (Virginia).
- 20 luglio Battaglia di Peachtree Creek (Georgia).
- 22 luglio Battaglia di Atlanta(Georgia).
- 24 luglio Seconda battaglia di Kernstown^^ (Virginia).
- 27 luglio Prima battaglia di Deep Bottom³ (Virginia) (fino al 29).
- 28 luglio Battaglia di Ezra Church (Georgia).
- 30 luglio Zappatori dell'Unione esplodono una mina a Petersburg, segue la Battaglia del Cratere³ (Virginia).

### Agosto 1864
- 1º agosto Battaglia di Folck's Mill^^ (Maryland).
- 5 agosto Battaglia di Mobile Bay(Alabama).
- 7 agosto Battaglia di Moorefield^^ (Virginia occidentale).
- 13 agosto Seconda battaglia di Deep Bottom³ (Virginia) (fino al 20).
- 16 agosto Con la Battaglia di Guard Hill^^^ (Virginia) ha inizio la Campagna della Valle di Sheridan (le cui battaglie sono contrassegnate con ^^^), terza fase della Campagna della Valle dello Shenandoah.
- 18 agosto Battaglia di Globe Tavern³ (Virginia) (fino al 21).
- 18 agosto Battaglia della Weldon Railroad (Virginia) (fino al 19).
- 21 agosto Battaglia di Summit Point^^^ (Virginia occidentale)
- 25 agosto Battaglia di Smithfield Crossing^^^ (Virginia occidentale) (fino al 29)
- 25 agosto Seconda battaglia della stazione di Ream³ (Virginia).
- 31 agosto Battaglia di Jonesboro (Georgia) (fino al 1º settembre).

### Settembre 1864
- 2 settembre Atlanta occupata da truppe dell'Unione (Georgia).
- 3 settembre Battaglia di Berryville^^^ (Virginia) (fino al 4).
- 14 settembre Il Raid della Bistecca³ (Virginia) (fino al 17).
- 19 settembre Battaglia di Opequon^^^ (nota anche come 3ª Battaglia di Winchester) (Virginia).
- 21 settembre Battaglia di Fisher's Hill^^^ (Virginia) (fino al 22).
- 22 settembre Battaglia di Pilot Knob (Missouri).
- 29 settembre Battaglia di Chaffin's Farm e New Market Heights³ (Virginia) (fino al 30).
- 30 settembre Battaglia di Peebles' Farm³ (Virginia) (fino al 2 ottobre).

### Ottobre 1864
- 5 ottobre Con la Battaglia di Allatoona (Georgia) ha inizio la Campagna di Franklin-Nashville.
- 7 ottobre Battaglia di Darbytown e New Market Roads³ (Virginia).
- 9 ottobre Battaglia di Tom's Brook^^^ (Virginia).
- 13 ottobre Battaglia di Darbytown Roads³ (Virginia).
- 19 ottobre La Battaglia di Cedar Creek^^^ (Virginia) chiude la Campagna della Valle dello Shenandoah.
- 23 ottobre Battaglia di Westport (Missouri).
- 27 ottobre Battaglia di Burgess' Mill/Boydron Plank Road (Virginia).
- 27 ottobre Battaglia di Fair Oaks e Darbytown Road³ (Virginia) (fino al 28).
- 27 ottobre Battaglia di Boydton Plank Road³ (Virginia) (fino al 28).

### Novembre 1864
- 7 novembre 2ª Sessione del 2º Congresso Confederato.
- 8 novembre Lincoln rieletto.
- 15 novembre La Marcia verso il mare di Sherman (fino al 21 dicembre) inizia da Atlanta, Georgia.
- 29 novembre Battaglia di Spring Hill (Tennessee) e massacro di Sand Creek (Territorio del Colorado).
- 30 novembre Battaglia di Franklin (Tennessee).

### Dicembre 1864
- 5 dicembre 2ª Sessione del 38º Congresso.
- 15 dicembre Battaglia di Nashville (Tennessee) (fino al 16).
- 21 dicembre Savannah, Georgia, occupata dall'Unione.
- 24 dicembre l° attacco dell'Unione a Fort Fisher, Carolina del Nord (fino al 25).

## 1865

### Gennaio 1865
- 13 gennaio 2° attacco dell'Unione a Fort Fisher (fino al 15).
- 15 gennaio Fort Fisher, Carolina del Nord, cade in mano delle forze navali e terrestre dell'Unione.
- 19 gennaio La Campagna delle Carolina ha inizio a Savannah, Georgia (fino al 26 aprile).

### Febbraio 1865
- 5 febbraio Battaglia di Hatcher's Run³ (Virginia) (fino al 7).

### Marzo 1865
- 2 marzo Battaglia di Waynesboro (Virginia).
- 3 marzo La 2^ (finale) Sessione del 38º Congresso, si aggiorna.
- 4 marzo Lincoln si reinsedia.
- 8 marzo Battaglia di Kinston (Carolina del Nord) (fino al 10).
- 16 marzo Battaglia di Averysboro (Carolina del Nord).
- 18 marzo La 2^ (finale) Sessione del 2º Congresso confederato si aggiorna.
- 19 marzo Battaglia di Bentonville(Carolina del Nord) (fino al 21).
- 22 marzo Raid di Wilson (fino al 24 aprile) verso sud in Alabama.
- 25 marzo Con la Battaglia di Fort Stedman³ (Virginia) (fino al 7) si conclude la Campagna di Richmond-Petersburg.
- 25 marzo Assedio di Mobile, Alabama (fino al 12 aprile).
- 29 marzo Con la Battaglia di Lewis's Farmʰ (Virginia) ha inizio la Campagna di Appomattox (battaglie contrassegnate con ʰ).
- 31 marzo Battaglia di White Oak Roadʰ (Virginia).
- 31 marzo Battaglia di Dinwiddie Court Houseʰ (Virginia).

### Aprile 1865
- 1º aprile Battaglia di Five Forksʰ (Virginia).
- 2 aprile Selma, Alabama, cade.
- 2 aprile Battaglia di Sutherlandʰ (Virginia).
- 2 aprile La Terza battaglia di Petersburgʰ (Virginia) è l'atto conclusivo dell'assedio di Petersburg.
- 3 aprile Richmond e Petersburg occupate da forze dell'Unione.
- 3 aprile Battaglia di Namozine Churchʰ (Virginia).
- 5 aprile Battaglia di Amelia Springsʰ (Virginia).
- 6 aprile Battaglia di Sayler's Creekʰ (Virginia).
- 6 aprile Battaglia di Rice's Stationʰ (Virginia).
- 6 aprile Battaglia di High Bridgeʰ (Virginia) (fino al 7).
- 7 aprile Battaglia di Cumberland Churchʰ (Virginia).
- 8 aprile Battaglia di Appomattox Stationʰ (Virginia).
- 9 aprile Battaglia di Fort Blakely (Alabama).
- 9 aprile La Battaglia di Appomattox Court Houseʰ (Virginia) vede la resa definitiva di Lee e chiude la Campagna di Appomattox.

- 12 aprile Mobile, Alabama, si arrende alle forze dell'Unione.
- 14 aprile l'attore filo-sudista John Wilkes Booth spara al presidente al Teatro Ford: è l'assassinio di Abraham Lincoln
- 15 aprile Morte di Lincoln alla Petersen House.
- 26 aprile Johnston si arrende a Sherman (Carolina del Nord).

### Maggio 1865
- 4 maggio Taylor si arrende a Canby (Alabama).
- 12 maggio La Battaglia di Palmito Ranch (Texas) (fino al 13) fu l'ultima della guerra civile americana.
- 26 maggio Smith si arrende a Canby nell'Oltre Mississippi.

### Giugno 1865
- 2 giugno, la CSS Shenandoah termina le operazioni nel Mare di Bering, dopo aver catturato 11 baleniere lo stesso giorno.
- 23 giugno 1865, resa del generale Stand Watie, ultimo alto ufficiale confederato ad arrendersi ed unico nativo americano ad avere raggiunto tale grado in quel periodo.

### Agosto 1865
- 2 agosto La Shenandoah apprende la fine della guerra.

### Novembre 1865
- 6 novembre La Shenandoah si arrende al Regno Unito a Liverpool.